# Giunta di Salvezza Nazionale
La Giunta di Salvezza Nazionale (in portoghese, Junta de Salvação Nacional) fu un comitato di ufficiali delle Forze armate portoghesi scelto per governare il Portogallo immediatamente dopo il colpo di Stato militare denominato la Rivoluzione dei Garofani nell'aprile 1974, che aveva rovesciato il regime autoritario dell'Estado Novo. Gestì il potere esecutivo dal 25 aprile al 15 maggio 1974.

## Storia
La giunta era stata concepita dal Movimento delle Forze Armate poco prima del colpo di Stato del 24 aprile, per evitare il collasso delle istituzioni e consentire la continuità del governo nei momenti successivi alla caduta del regime.
Il Presidente della Giunta era eletto in seno alla stessa.
Era composta da :
- generale António Ribeiro de Spínola (Presidente)
- generale Francisco da Costa Gomes (Esercito)
- brigadiere generale Jaime Silvério Marques (Esercito)
- generale Manuel Diogo Neto (Forza Aerea - al momento della nomina assente dal Paese, nel Mozambico Portoghese)
- colonnello Colonel Carlos Galvão de Melo (Forza Aerea)
- capitano di vascello José Baptista Pinheiro de Azevedo (Marina)
- capitano di fregata António Rosa Coutinho (Marina)

La Giunta esercitò le funzioni della Presidenza della Repubblica fino al 15 maggio, quando Spìnola venne proclamato ufficialmente capo dello Stato, oltre che della Presidenza del Consiglio fino al 16 maggio, quando si insediò un governo provvisorio scelto dall'MFA e guidato da Adelino da Palma Carlos.
Successivamente alle dimissioni di Spínola, il 30 settembre, alcuni ufficiali spinolisti, precisamente Jaime Silvério Marques, Diogo Neto e Galvão de Melo, abbandonarono la Giunta. José Baptista Pinheiro de Azevedo rimase invece nella Giunta e Francisco da Costa Gomes venne nominato come nuovo Presidente. In sostituzione dei dimissionari, entrarono a far parte della Giunta:
- il tenente colonnello Carlos Fabião (Esercito)
- il tenente colonnello Nuno Fisher Lopes Pires (Esercito)
- il tenente colonnello Narciso Mendes Dias (Forza Aerea)
- il tenente colonnello Aníbal Pinho Freire (Forza Aerea)
- il comandante di marina Silvano Alves Ribeiro (Marina, in supplenza di Rosa Coutinho, temporaneamente inviato in Angola come alto commissario).

In seguito al fallito tentativo di colpo di Stato reazionario da parte di militari spinolisti l'11 marzo 1975, e alla firma del Patto tra l'MFA e i partiti politici, la Giunta sostituita da un Consiglio della Rivoluzione guidato da António Ramalho Eanes. affiancato a un Governo Provvisorio civile, che il 25 novembre 1975, sventò un altro colpo di Stato, questa volta dell'estrema sinistra del movimento delle forze armate, compiuto da paracadutisti del COPCON.
Il Consiglio militare restò in carica fino all'entrata in vigore della nuova Costituzione, il 25 aprile 1976.